# Zar

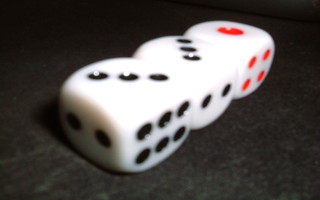
Trei zaruri

Un zar (plural zaruri) este un obiect poliedric, de obicei în formă de cub, pe fețele căruia sunt înscrise numere sau simboluri.
De obicei sunt folosite la jocurile de noroc. De cele mai multe ori pe cele 6 fețe ale zarului se află 1, 2, 3, 4, 5 și respectiv 6 puncte negre. De regulă punctele sunt amplasate astfel încât suma punctelor de pe două fețe opuse să fie întotdeauna 7 (6+1, 5+2 și 4+3). Într-un set de zaruri fețele pe care se află un anumit număr de puncte sunt aceleași. Există și zaruri cu alte forme, iar pe fețele lor se pot afla și alte simboluri/desene, nu doar puncte negre.